# ورنس، دردگن
ورنس، دردگن (به فرانسوی: Varennes, Dordogne) یک کمون در فرانسه است که در Canton of Lalinde واقع شده‌است.

## خصوصیات
ورنس ۴٫۰۵ کیلومترمربع مساحت و ۴۵۳ نفر جمعیت دارد و ۵۰ متر بالاتر از سطح دریا واقع شده‌است.